# Pic Tsitsutl
Le pic Tsitsutl (en anglais : Tsitsutl Peak) est le point culminant du chaînon Rainbow, un volcan bouclier éteint et fortement érodé de Colombie-Britannique, au Canada. Il culmine à 2 495 mètres d'altitude. Il fait partie du parc provincial de Tweedsmuir.
Tsitsutl signifie « montagne peinte » dans la langue des Ulkatchot’en, et fait référence au chaînon Rainbow, littéralement de l'« arc-en-ciel ».